# Nexter Narwhal

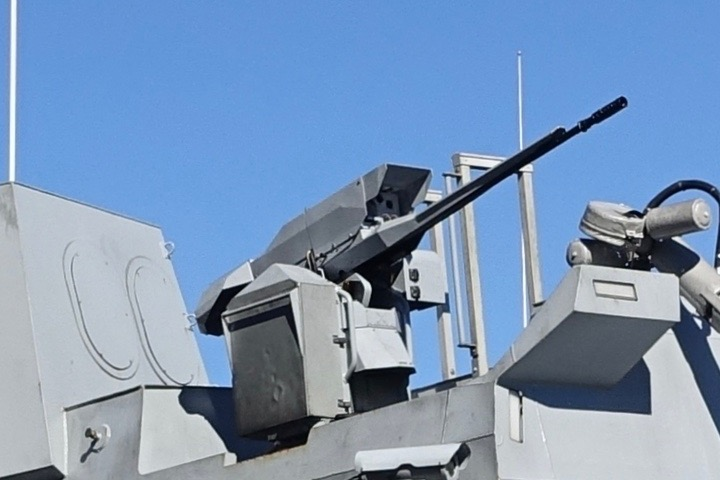
Stanice Narwhal ve výzbroji francouzské fregaty třídy FREMM Languedoc (D653)

Nexter Narwhal (anglicky NAval Remote Weapon, Highly Accurate, Lightweight) je dálkově ovládaná stabilizovaná zbraňová stanice od zbrojovky Nexter. Stanice je vyzbrojena 20mm kanónem různých verzí a osazena optotronickým zaměřovacím systémem. Slouží jako hlavní výzbroj menších člunů a vedlejší výzbroj větších plavidel, včetně torpédoborců a letadlových lodí. Zavedena byla do výzbroje francouzského námořnictva a námořnictvev dalších států. K roku 2024 bylo stanicí výzbrojeno více než 180 válečných plavidel.

## Popis
Dvě základní verze systému Narwhal se liší použitým kanónem. Verze Narwhal 20A má kanón Nexter M621 (munice 20×102 mm) a verze Narwhal 20B má kanón Nexter M693 (munice 20×139 mm). Stanice má celokruhový odměr a náměr v rozsahu +75° až -20°. Vybavena je senzory včetně denní a noční kamery a laserového dálkoměru.

## Využití (výběr)[2]
Albánie
- Damen Stan Patrol 4207 – hlídkové lodě, instalovány při modernizaci

 Egypt
- Tahya Misr (1001) – fregata
- Třída El Fateh – korveta

 Francie
- Charles de Gaulle (R91) – letadlová loď, instalovány při modernizaci
- Třída Mistral – vrtulníkové výsadkové lodě, instalovány při modernizaci
- Třída Horizon – torpédoborce, instalovány při modernizaci
- Třída Félix Éboué – oceánská hlídková loď
- Třída La Confiance – oceánská hlídková loď

 Saúdská Arábie
- Třída Saud – korveta
- Třída HSI 32 – rychlý hlídkový člun

 Senegal
- Třída Walo – oceánská hlídková loď